# Squalus acutirostris
Squalus acutirostris is een vissensoort uit de familie van de doornhaaien (Squalidae). De wetenschappelijke naam van de soort is voor het eerst geldig gepubliceerd in 1984 door Chu, Meng & Li.